# Engelhard von Magdeburg
Engelhard von Magdeburg († 1. September 1063 in Magdeburg) war von 1051 bis 1063 Erzbischof von Magdeburg.

## Leben
Engelhard war zuerst Domherr in Würzburg und Goslar gewesen. Dann wurde er Hofkaplan von Heinrich III. und von diesem 1051 zum Erzbischof von Magdeburg ernannt. Im selben Jahr noch wohnte er dem Konzil in Mainz bei, wo Papst Leo IX. die Simonie und Priesterehe verbot. Nachdem Engelhard Burchard I. von Halberstadt in seiner Todesstunde begleitet hatte, weihte er mit dem Bischof Burchard II. von Halberstadt 1058 die zwei sich in der ersten Kapelle befindlichen Altäre superius quidam altare auf der Huysburg ein. Der von Erzbischof Engelhard zu Ehren der Gottesmutter Maria B.M.V. und einen Krypta-Altar inferius autem altare in crypta, der von Bischof Burchard I. den Heiligen Maria Magdalena und Gregor gewidmet wurde.
Für den Codex Wittekindeus stiftete der Erzbischof einen wertvollen Einband aus Edelmetall, Edelsteinen und vier Elfenbeintafeln aus dem 10. Jahrhundert.
Bei der Neugestaltung des Einbandes im 19. Jahrhundert wurden nur die vier Elfenbeintafeln übernommen.
1060 schenkte Agnes, die Mutter Heinrich IV., am 21. Juni die an die Krone gefallenen Güter des verstorbenen Magdeburger Domherrn Liudger (Luderus). Darunter waren Quenstedt, Sibigerode, Hartwigerode, Hermerode, Willerode, Gernrode, Hain, Ritterode, Braunrode, Poplitz, Bründel, Winningen, Börnike, Braunschwede, Hillenschwede, sowie das nunmehr unbekannte Smalenpike. 1063 folgten aus der Hinterlassenschaft eines weiteren Domherrn Ländereien in Dodeleben, Erxleben, Sohlen und das (heute) unbekannte Dorf Lazili.
In demselben Jahr war er Zeuge des Rangstreites zwischen Bischof Hezilo von Hildesheim und dem Abt von Fulda Widerad. Engelhard selbst hatte den Ruf eines biederen und frommen Mannes hinterlassen, dem nur nachgesagt wird, dass er dem schönen Geschlecht zu sehr ergeben gewesen sei. Er starb an Schlagfluss und wurde wie sein Vorgänger im Magdeburger Dom bestattet.